# Bela Vista do Toldo
Bela Vista do Toldo är en kommun i Brasilien.   Den ligger i delstaten Santa Catarina, i den södra delen av landet, 1 200 km söder om huvudstaden Brasília. Antalet invånare är 6 004.
I omgivningarna runt Bela Vista do Toldo växer i huvudsak städsegrön lövskog. Runt Bela Vista do Toldo är det glesbefolkat, med 10 invånare per kvadratkilometer.